# Sandefjord Fotball 2006
Questa voce raccoglie le informazioni riguardanti il Sandefjord Fotball nelle competizioni ufficiali della stagione 2006.

## Rosa
| N. |                       | Ruolo | Calciatore             |
| -- | --------------------- | ----- | ---------------------- |
| 1  | Norvegia (bandiera)   | P     | Skule Notø             |
| 2  | Norvegia (bandiera)   | D     | Thomas Eftedal         |
| 3  | Norvegia (bandiera)   | D     | Tom Kristoffersen      |
| 4  | Norvegia (bandiera)   | D     | Hjalmar Johansen       |
| 5  | Norvegia (bandiera)   | D     | Birger Madsen          |
| 5  | Norvegia (bandiera)   | D     | Jan Fredrik Bjørntvedt |
| 6  | Svezia (bandiera)     | C     | Mikael Andersson       |
| 7  | Norvegia (bandiera)   | C     | Tommy Knarvik          |
| 8  | Norvegia (bandiera)   | C     | Hans Erik Ødegaard     |
| 9  | Norvegia (bandiera)   | A     | Fredrik Thorsen        |
| 10 | Brasile (bandiera)    | A     | Adriano                |
| 10 | Slovacchia (bandiera) | A     | Josef Miso             |
| 11 | Svezia (bandiera)     | A     | Andreas Tegström       |
| 12 | Norvegia (bandiera)   | P     | Espen Bugge Pettersen  |
| 13 | Norvegia (bandiera)   | C     | Ørjan Røyrane          |
| 14 | Finlandia (bandiera)  | C     | Tuomas Haapala         |

| N. |                        | Ruolo | Calciatore            |
| -- | ---------------------- | ----- | --------------------- |
| 14 | Norvegia (bandiera)    | C     | Ørjan Berg            |
| 15 | Nigeria (bandiera)     | C     | Henry Isaac           |
| 16 | Norvegia (bandiera)    | C     | Samuel Isaksen        |
| 17 | Norvegia (bandiera)    | D     | Olav Zanetti          |
| 18 | Norvegia (bandiera)    | C     | Erik Mjelde           |
| 19 | Finlandia (bandiera)   | C     | Kari Arkivuo          |
| 20 | Norvegia (bandiera)    | C     | Kjell André Thu       |
| 21 | Norvegia (bandiera)    | A     | Olav Tuelo Johannesen |
| 22 | Norvegia (bandiera)    | D     | Arnar Førsund         |
| 23 | Stati Uniti (bandiera) | A     | Brian Waltrip         |
| 24 | Norvegia (bandiera)    | D     | Fredrik Kjølner       |
| 25 | Norvegia (bandiera)    | P     | Harald Aksnes         |
| 26 | Norvegia (bandiera)    | A     | Albert Kryeziu        |
| 27 | Norvegia (bandiera)    | C     | Jon André Røyrane     |
| 28 | Svezia (bandiera)      | D     | Gustaf Crona          |
| 29 | Danimarca (bandiera)   | D     | Ole Tobiasen          |

## Risultati

### Campionato

#### Girone di andata
| Bærum 9 aprile 2006, ore 18:00 CEST 1ª giornata | Stabæk            | 0 – 0 referto | Sandefjord | Telenor Arena (4.510 spett.)\| Arbitro: \| Alseth (Stjørdal) \| |
| Arbitro:                                        | Alseth (Stjørdal) |               |            |                                                                 |

| Arbitro: | Sælen (Bergen) |

|                          |           |            |
| Førsund 41’ Tegström 75’ | Marcatori | 90’ Pasoja |

| Arbitro: | Edvartsen (Hamar) |

|              |           |  |
| Tegström 20’ | Marcatori |  |

| Arbitro: | Helgerud (Lier) |

|                                    |           |              |
| de Ornelas 15’ Ruud 58’ Larsen 80’ | Marcatori | 90’ Tegström |

| Arbitro: | Ditlefsen |

|                  |           |              |
| Tegström 35’ 67’ | Marcatori | 63’ 80’ Hoff |

| Arbitro: | Alapnes (Tromsø) |

|                           |           |             |
| Iversen 9’ 20’ Tettey 78’ | Marcatori | 50’ Isaksen |

| Arbitro: | Øvrebø (Oslo) |

|  |           |                          |
|  | Marcatori | 3’ Sigurðsson 73’ Miller |

| Arbitro: | Edvartsen (Hamar) |

|            |           |  |
| Nhleko 56’ | Marcatori |  |

| Arbitro: | Alapnes |

|                          |           |  |
| Isaksen 62’ Tobiasen 68’ | Marcatori |  |

| Arbitro: | Øvrebø (Oslo) |

|            |           |                         |
| Occean 90’ | Marcatori | 29’ Mjelde 83’ Tegström |

| Arbitro: | Sandmoen |

|             |           |              |
| Knarvik 67’ | Marcatori | 75’ Valencia |

| Arbitro: | Ditlefsen |

|                                                |           |             |
| Johnsen 6’ Fredheim Holm 25’ Flo 29’ Berre 75’ | Marcatori | 88’ Isaksen |

| Arbitro: | Edvartsen (Hamar) |

|                                                          |           |                       |
| Isaksen 9’ Mjelde 35’ Knarvik 50’ Thorsen 62’ Madsen 73’ | Marcatori | 27’ Strande 69’ Diouf |

#### Girone di ritorno
| Arbitro: | Ditlefsen |

|                                              |           |  |
| Førsund 35’ (rig.) Ringberg 43’ Johansen 75’ | Marcatori |  |

| Arbitro: | Berntsen (Vang) |

|                              |           |                     |
| Tegström 33’ 65’ Knarvik 36’ | Marcatori | 43’ (rig.) Nannskog |

| Arbitro: | Edvartsen (Hamar) |

|                       |           |                                |
| Rushfeldt 2’ Årst 64’ | Marcatori | 28’ Waltrip 79’ (rig.) Knarvik |

| Arbitro: | Moen (Haugesund) |

|             |           |                               |
| Arkivuo 25’ | Marcatori | 73’ Nilsson 78’ Dale 90’ Ruud |

| Arbitro: | Skjerven (Kaupanger) |

|                    |           |  |
| Hoff 34’ Obasi 67’ | Marcatori |  |

| Arbitro: | Sælen (Bergen) |

|  |           |                                 |
|  | Marcatori | 20’ (rig.) Iversen 90’ Storflor |

| Arbitro: | Helgerud (Lier) |

|                                                                        |           |                                          |
| Sæternes 38’ Miller 46’ Sæternes 56’ Bjarnason 88’ Andresen 90’ (rig.) | Marcatori | 68’ (rig.) Knarvik 77’ Mjelde 83’ Madsen |

| Arbitro: | Skjerven (Kaupanger) |

|                                             |           |                               |
| Adriano 44’ Knarvik 56’ (rig.) Tegström 88’ | Marcatori | 48’ Gaarde 90’ (aut.) Zanetti |

| Arbitro: | Staberg |

|                     |           |             |
| Tóth 57’ Brenne 65’ | Marcatori | 29’ Knarvik |

| Arbitro: | Hauge (Bergen) |

|                    |           |            |
| Knarvik 62’ (rig.) | Marcatori | 54’ Mifsud |

| Arbitro: | Helgerud (Lier) |

|  |           |                          |
|  | Marcatori | 24’ Isaksen 90’ Tegström |

| Arbitro: | Staberg |

|  |           |                         |
|  | Marcatori | 5’ Roberts 59’ Sørensen |

| Arbitro: | Edvartsen (Hamar) |

|                           |           |                                       |
| Andreasson 13’ Kallio 79’ | Marcatori | 18’ Andersson 29’ Thorsen 82’ Adriano |

### Coppa di Norvegia
| Larvik 10 maggio 2006, ore 18:00 CEST Primo turno                                      | Larvik Turn | 0 – 4 referto                                        | Sandefjord | Lovisenlund Idrettsplass (700 spett.) |
| \| \| \| \| \| \| Marcatori \| 40’ Tegström 63’ (rig.) Knarvik 74’ Isaksen 84’ Miso \| |             |                                                      |            |                                       |
|                                                                                        |             |                                                      |            |                                       |
|                                                                                        | Marcatori   | 40’ Tegström 63’ (rig.) Knarvik 74’ Isaksen 84’ Miso |            |                                       |

| Sandvika 8 giugno 2006, ore 18:00 CEST Secondo turno | Bærum     | 0 – 1 referto  | Sandefjord | Sandvika Stadion |
| \| \| \| \| \| \| Marcatori \| 62’ Johannesen \|     |           |                |            |                  |
|                                                      |           |                |            |                  |
|                                                      | Marcatori | 62’ Johannesen |            |                  |

| Sandefjord 12 luglio 2006, ore 18:00 CEST Terzo turno                                       | Sandefjord | 3 – 2 referto                | Skeid | Storstadion (706 spett.) |
| \| \| \| \| \| Thorsen 34’ Tobiasen 41’ 55’ \| Marcatori \| 7’ Grina 78’ Moh. Abdellaoue \| |            |                              |       |                          |
|                                                                                             |            |                              |       |                          |
| Thorsen 34’ Tobiasen 41’ 55’                                                                | Marcatori  | 7’ Grina 78’ Moh. Abdellaoue |       |                          |

| Hamar 19 luglio 2006, ore 18:00 CEST Quarto turno                                              | HamKam    | 2 – 3 referto                                | Sandefjord | Briskeby Gressbane (1.456 spett.) |
| \| \| \| \| \| Kienast 20’ 64’ \| Marcatori \| 19’ Andersson 85’ Thorsen 88’ (rig.) Knarvik \| |           |                                              |            |                                   |
|                                                                                                |           |                                              |            |                                   |
| Kienast 20’ 64’                                                                                | Marcatori | 19’ Andersson 85’ Thorsen 88’ (rig.) Knarvik |            |                                   |

| Ski 20 agosto 2006, ore 16:00 CEST Quarti di finale | Follo     | 0 – 1 referto | Sandefjord | Ski Stadion (1.416 spett.) |
| \| \| \| \| \| \| Marcatori \| 34’ Knarvik \|       |           |               |            |                            |
|                                                     |           |               |            |                            |
|                                                     | Marcatori | 34’ Knarvik   |            |                            |

| Arbitro: | Berntsen (Vang) |

|                       |           |                                                     |
| Iversen 41’ Solli 56’ | Marcatori | 16’ Tegström 18’ 28’ Zanetti 35’ Madsen 61’ Thorsen |

| Arbitro: | Tom Henning Øvrebø (Oslo) |

|                            |           |  |
| Ramberg 5’ Piiroja 37’ 43’ | Marcatori |  |